# اردک (شهر)
اردک (به ترکی استانبولی: Erdek) شهری است در کشور ترکیه که در استان بالیکسیر واقع شده‌است. جمعیت این شهر بر اساس سرشماری سال ۲۰۰۸ میلادی ۲۱٬۶۶۰ نفر و بر اساس برآوردهای سال ۲۰۰۹ میلادی ۲۲٬۸۴۵ نفر می‌باشد.